# Сплюшка атолова
Сплюшка атолова (Otus mentawi) — вид совоподібних птахів родини совових (Strigidae). Ендемік Індонезії. 

## Опис
Довжина птаха становить 20 см. У представників рудої морфи верхня частина тіла темно-рудувато-коричнева, на плечах чітка світла смуга, нижня частина тіла рудувато-коричнева або темно-бордова, поцяткована темними смугами, поцяткованими білими плямками. Представники чорнувато-бурої морфи мають менш руде забарвлення. На голові невеликі пір'яні "вуха". Очі карі або жовті, дзьоб сірувато-роговий, лапи оперені, пальці сірі, кігті темно-рогові.

## Поширення і екологія
Атолові сплюшки є ендеміками Ментавайських островів, розташованого на захід від Суматри. Вони живуть у вологих рівнинних тропічних лісах і вторинних заростях.

## Збереження
МСОП класифікує стан збереження цього виду як близький до загрозливого. За оцінками дослідників, популяція атолових сплюшок становить від 1500 до 30000 дорослих птахів. Їм може загрожувати знищення природного середовища.